# Яковлева, Евгения Борисовна
Евгения Борисовна Яковлева (род. 1946) — советский и российский учёный-филолог и педагог, специалист в области морфологии и теоретической фонетики, доктор филологических наук (1990), профессор (1994). Заслуженный профессор МГУ (2003). Лауреат Премии имени М. В. Ломоносова за педагогическую деятельность (2000).

## Биография
Родилась 5 июня 1946 года в Красногорске.
С 1964 по 1969 год обучалась на Филологическом факультете МГУ, с 1969 по 1973 год обучалась в аспирантуре при этом факультете. С 1973 года на педагогической работе на Филологическом факультете и на Факультете иностранных языков и регионоведения МГУ в должностях преподаватель, доцент и с 1991 по 2016 год — профессор кафедры теории преподавания иностранных языков.
В 1976 году Е. Б. Яковлева защитила диссертацию на соискание учёной степени кандидат филологических наук по теме: «Просодия атрибутивной синтагматики в современном английском языке», в 1990 году — доктор филологических наук по теме: «Лексикализация синтагматических рядов в современном английском языке». В 1994 году приказом ВАК ей было присвоено учёное звание профессор по кафедре теории преподавания иностранных языков. В 2003 году была удостоена почётного звания Заслуженный профессор МГУ.

## Научно-педагогическая деятельность
Основная научно-педагогическая деятельность Е. Б. Яковлевой была связана с вопросами в области морфологии, просодии речи и теоретической фонетики. В Московского государственного университета читала курс лекций по вопросам  «Теория английского языка как первого иностранного», «Теория английского языка как второго иностранного», «Фонетика английского языка» и «Речевая деятельность общества». Основная библиография: учебные пособия «Фонетический курс английского языка» (1990), на английском языке: «English Phonetics» (2007), «Better English. A Remedial Course of English Phonetics» (2009) и «English Phonetics. A Summary of Lectures and Texts for Classroom Discissions» (2012). 
Член редакционной коллегии научного журнала «Вестник Московского университета» (с 2012 года). Являлась автором свыше шестидесяти статей в научных журналах и одиннадцати сборников научных трудов, под её руководством было подготовлено более семи кандидатов наук. В 2000 году за педагогическую деятельность Е. Б. Яковлева была удостоена Премии имени М. В. Ломоносова. 

## Награды
- Премии имени М. В. Ломоносова за педагогическую деятельность (2000)[1]